# Albert Bormann

Albert Bormann (1938 oder früher)

Albert Bormann (* 2. September 1902 in Halberstadt; † 8. April 1989 in München) war der jüngere Bruder von Reichsleiter Martin Bormann und Funktionär der NSDAP.

## Leben
Bormann stammte aus einer evangelischen Familie und war der Sohn des Postbeamten Theodor Bormann (1862–1903) und seiner zweiten Frau Antonie Bernhardine Mennong. Er hatte zwei Halbgeschwister (Else und Walter Bormann) aus der früheren Ehe seines Vaters mit Louise Grobler, die 1898 starb. Antonie Bormann brachte drei Söhne zur Welt, von denen einer im Säuglingsalter starb. Sein Vater starb früh und die Mutter heiratete Albert Vollborn. Martin Bormann (geboren 1900) und der zwei Jahre später geborene Albert überlebten bis zum Erwachsenenalter.
Bormann arbeitete nach dem bestandenen Abitur in den Jahren 1922 bis 1931 als Bankbeamter. 1927 trat er in die SA und zum 27. April desselben Jahres in die NSDAP ein (Mitgliedsnummer 60.507). Von 1929 bis 1931 war er Gauführer der Hitlerjugend in Thüringen. Ab 1931 arbeitete er in der Privatkanzlei von Adolf Hitler, deren Leiter er 1933 wurde. Die Privatkanzlei war ab 1934 das Amt I der Kanzlei des Führers; ab 1941 wurde es „Hauptamt I – Persönliche Angelegenheiten des Führers“ genannt. Seit 1934 arbeitete er als Hitlers persönlicher Adjutant. Zunächst als SA-Sturmbannführer besoldet, folgten rasch Beförderungen bis zum Gruppenführer des NSKK und Reichshauptamtsleiter der NSDAP (1940). Für die NSDAP wurde er 1938 Mitglied des Reichstages als Vertreter des Wahlkreises Berlin-West.
Am 21. April 1945 wurde Albert Bormann zum Obersalzberg ausgeflogen.
Nach der Kapitulation lebte er unter dem Falschnamen „Roth“ als Landarbeiter in Bayern. Im April 1949 zeigte er sich selbst an und wurde für 6 Monate bis zum Oktober 1949 interniert. Nach seiner Entlassung lebte Albert Bormann in Süddeutschland.
Bormann galt als kompetent und zuverlässig. Martin Bormann sah in seinem Bruder eine lästige Konkurrenz, da er erkannte, dass sein Bruder auch ohne ihn Einfluss auf Hitler hatte. Die Brüder galten als verfeindet: Wenn sie sich im selben Raum befanden, sprachen sie kein Wort miteinander. Das schlechte Verhältnis gipfelte darin, dass Martin ihn nicht einmal beim Namen nannte, sondern als „den Mann, der den Mantel des Führers hält“ bezeichnete. Albert Bormann wirkte unauffällig, aber effektiv und nahm gelegentlich auch Einfluss auf Personalentscheidungen im unmittelbaren Umfeld Hitlers, so etwa bei der Bestellung von Traudl Junge als Hitlers Privatsekretärin. Als Person trat er gegenüber seinem erheblichen Einfluss ausübenden Bruder zurück. Eine wissenschaftliche Studie, die sein Wirken näher beschreibt, existiert nicht.

## Belege
1. ↑  Bundesarchiv R 9361-IX KARTEI/3900353

| Personendaten    | Personendaten                                                      |
| ---------------- | ------------------------------------------------------------------ |
| NAME             | Bormann, Albert                                                    |
| KURZBESCHREIBUNG | deutscher Politiker (NSDAP), MdR, Leiter der Privatkanzlei Hitlers |
| GEBURTSDATUM     | 2. September 1902                                                  |
| GEBURTSORT       | Wegeleben                                                          |
| STERBEDATUM      | 8. April 1989                                                      |
| STERBEORT        | München                                                            |